# ケンコー全裸系水泳部 ウミショー 夏!!本番
ケンコー全裸系水泳部 ウミショー 夏!!本番（ケンコーぜんらけいすいえいぶ ウミショー なつ!!ほんばん）は、音泉・BEWEで2007年（平成19年）7月4日から10月31日まで毎週水曜日に配信されていた独立UHF系アニメ『ケンコー全裸系水泳部 ウミショー』関連のインターネットラジオ番組。
アニメの放送開始前には『ケンコー全裸系水泳部 ウミショー 準備運動』という名称で2007年（平成19年）5月16日から6月27日までの隔週水曜日配信で4回先行放送。同年7月から改名とリニューアルされ、番組は10月31日まで4ヶ月放送された。
2008年（平成20年）1月11日には「ケンコー全裸系水泳部ウミショー夏!!本番　ラジオCDがポロリと出ますスペシャル」が配信された。

## パーソナリティ
生天目仁美（織塚桃子役）
「準備運動」＃1からのパーソナリティ。「夏!!本番」でも引き続きメインパーソナリティを担当する。
豊崎愛生（蜷川あむろ役）
「夏!!本番」から正式にパーソナリティを務めるが、実際は「準備運動」から参加し、＃1～＃3では生天目の発言に対してため息や笑い声を出している。エンディングの後も収録は継続されており、その部分も同一ファイルで配信され、そこで生天目と会話を交わしている。「準備運動」最終回(＃4)のときはスタジオに来ていなかった模様。

## 放送概要
- 番組挨拶の前には「第1のコース」（生天目）、「第2のコース」（豊崎）という風に水泳をイメージした挨拶を行っている。
- 「夏!!本番」以降もテーマソングがフルコーラス流しきった後、2人の雑談トークが流れる仕様となっている。
- 「ウミショーフェロモン!」以外のコーナーでもお便り、ネタの内容が面白い場合は水泳関連のプレゼントが送ることがある（＃4 豊崎が着用していた青水中ゴーグル(ふつおた)）
- 末期には「わらしべ長者」という2人のサイン入りエコバッグから物々交換をするコーナーが行われた。
- ＃15の冒頭で番組が10月31日で終了することが発表。最終回は生天目が丸井で売っていた歯科衛生士が着るピンクの服を豊崎の誕生日（10月28日）プレゼントとして贈呈。エンディングには原作者のはっとりみつるが花束を持ってスタジオに登場した。
- 終了から2ヵ月後、ラジオCDの発売を記念した特別版として「ケンコー全裸系水泳部ウミショー夏!!本番　ラジオCDがポロリと出ますスペシャル - ウェイバックマシン（2008年1月17日アーカイブ分）」が2008年（平成20年）1月11日から期間限定で配信。コーナーはレギュラー放送と同様に行われ提供読みでは「ウミショー製作委員会」となっていたがCMは無かった。

### 準備運動
- 2007年（平成19年）5月16日 - 2007年（平成19年）6月27日（＃1 - ＃4／隔週水曜日）

### 夏!!本番
- 2007年（平成19年）7月4日 - 10月31日（＃1~＃18／毎週水曜日）
- 配信サイト - 音泉・BEWE
- 提供 - ウミショー製作委員会（マーベラスエンターテイメント／ジェネオンエンタテインメント／5pb.／ポニーキャニオンエンタープライズ）（2007年（平成19年）5月16日～）

### ラジオCDがポロリと出ますスペシャル
- 2008年（平成20年）1月11日（金曜日）

## 番組テーマ曲

### オープニングテーマ
- 彩音『DOLPHIN☆JET』（＃1 - ＃18）
※ ＃7まではエンディングも同曲、＃18に再びエンディングで同曲が流れた。

### エンディングテーマ
- 蜷川あむろ（豊崎愛生）『虹色すぷらっしゅ！』（＃8 - ＃18）

## コーナー
ウミショー的世界記録に挑戦
オープニング前に行われる挑戦コーナー。挑戦は「準備運動」では生天目1人で、「夏!!本番」では豊崎と生天目で毎週交互（スペシャルでは2人で挑戦）に行われていた
ふつうのおたより
番組の感想など普通のおたより。
このコーナーの後に「ウミショーキャラ紹介」として「ウミショー」キャラを毎週1名ずつ紹介している。
ウミショーフェロモン!
「女の子のあんな仕草やあんな瞬間にグっときちゃう」というシチュエーションをリスナーから募集し、それを生天目仁美がどれだけグッときたかを1ウミショー～5ウミショーで判断してランク付けするコーナー。5ウミショーをゲットした人には女子用競泳水着を、それを超えて点が付けられないほど生天目がグッときたシチュエーションを投稿したリスナーには生天目仁美futurering競泳水着のプリクラ（生天目が競泳水着を着て撮ったプリクラ）がプレゼントされる。5ウミショー未満でも高得点をゲットした人にはプレゼントが送られる事がある。
ウミショーインフォメーション
「ウミショー」関連の紹介
ウミショールール部!
全国各地の学校のいろんな部活や学校独自のなんとも摩訶不思議なルールを送ってもらうコーナー
ウミショー!みんなで全裸ジオ
もしラジオを聞いている約30分の間にとてもスリリングな体験をしたら報告をしようというコーナー

### 挑戦内容
準備運動
- ＃02 2007年7月25日に南アフリカのスクーマンが出した短水路男子50mバタフライの世界記録22秒96以内に折鶴を折れ〈生天目/×〉
- ＃03 2003年7月27日にドイツのルプラスが出した男子の50m背泳ぎの世界記録28秒40以内にサイコロ（3つ）を振ってゾロ目を出せ〈生天目/○/時間切れと同時に成功〉
- ＃04 2002年8月2日にウクライナのリソゴールが出した男子の50m平泳ぎの世界記録27秒18以内に「さんずい」が付く漢字10個を口頭で答えよ〈生天目/×〉

夏!!本番
- ＃01 2000年9月22日にオランダのデブルーインが出した長水路女子の50m自由形の世界記録24秒13以内にアメリカの州10個を口頭で答えよ〈生天目/×〉
- ＃02 2007年3月28日にアメリカのバジルが出した長水路女子の50m背泳の世界記録28秒16以内に野球盤でホームラン〈豊崎/×〉
- ＃03 2002年7月30日にスウェーデンのカーメリングが出した長水路女子の50mバタフライの世界記録25秒57以内にビーチサンダルを立てる（テーブルに片方ずつ）〈生天目/×〉
- ＃04 2006年1月30日にオーストラリアのエド・ミンストンが出した長水路女子の50m平泳ぎの世界記録30秒31以内にビーチボールを膨らませる〈豊崎/×〉
- ＃05 2006年8月12日に南アフリカのスクーマンが出した短水路男子50m自由形の世界記録20秒98以内に右の皿に入っている豆を箸（割り箸）を使って左の皿に移せ〈生天目/×〉
- ＃06 2004年12月10日にドイツのルプラス（ルプラト）が出した短水路男子の50m背泳ぎの世界記録23秒27以内にことわざを10個言いなさい〈豊崎/×〉
- ＃07 2005年12月17日にブラジルのアルメイダが出した短水路男子の50Mバタフライの世界記録22秒60以内に関節を10箇所以上鳴らせ〈生天目/×〉
- ＃08 2006年1月21日にウクライナのリソゴールが出した短水路男子の50m平泳ぎの世界記録26秒17以内に日本のプロ野球セントラルリーグとパシフィックリーグに所属しているチーム名をきちんとあげて全て答えなさい〈豊崎/×〉
- ＃09 2000年3月18日にスウェーデンのがアルシャマールが出した短水路女子50mの自由形の世界記録23秒59以内に相方（豊崎）とジャンケンして5連敗しろ〈生天目/×〉
- ＃10 2005年3月12日にスウェーデンのカーメリングが出した短水路女子の50mバタフライの世界記録25秒33以内に6面全部揃えろ〈豊崎/×〉
- ＃11 2001年12月2日に中国のビケイが短水路女子50m背泳ぎの世界記録26秒83以内に鶴を折れ〈生天目/×/焦ってイチゴを折りだしてしまい失敗〉
- ＃12 2004年9月26日にオーストラリアのエドミンストンが出した短水路女子の50m平泳ぎの世界記録29秒90以内に九九の4の段の最後まで言え〈豊崎/×〉
- ＃13 2005年7月30日に南アフリカ共和国のスクーマンが出した男子50mの自由形の世界水泳選手権の大会記録21秒69以内に5個同時にコマをまわした状態を3秒キープしろ〈生天目/○〉
- ＃14 2003年7月27日にドイツのルプラトが出した男子の50m背泳ぎの世界水泳選手権の大会記録24秒80以内にダジャレを10個言え〈豊崎/×〉
- ＃15 2001年7月28日にオランダのデブルーインが出した女子の50m自由形の世界水泳選手権の大会記録24秒45以内に現在の福田内閣にいる国分大臣の種類を7種類挙げよ〈生天目/×/総理大臣、農林水産大臣、財務大臣、防衛大臣しか答えられず失敗、正解は他に 外務大臣、厚生労働大臣、少子化大臣、環境大臣、文部科学大臣、国土交通大臣〉
- ＃16 2003年7月22日にイギリスのジェームス・ギブソンが出した男子の50m平泳ぎの世界水泳選手権の大会記録27秒46以内に綾取りで技を5個以上見せよ〈豊崎/×〉
- ＃17 2005年7月30日にオーストラリアのエドミストンが出した女子の50m平泳ぎの世界水泳選手権の大会記録30秒45以内に一人しりとりで10個の単語を挙げよ（お題は食べ物で）〈生天目/×/6個（りんご→ごま→マンゴー→おにぎり→リッツ→つみれ）〉
- ＃18 2007年3月30日にスウェーデンのアルシャマーが出した女子の50mバタフライの世界水泳選手権の大会記録25秒82以内に最初にやったチャレンジ「野球盤でホームランを打て」を今度こそ成功させよ〈豊崎/×〉

ラジオCDがポロリと出ますスペシャル
- SP 2007年3月28日にアメリカのバジリが出した女子の50m背泳ぎの世界記録28秒16以内に2人でプールの側にあるものを10個挙げなさい（生天目・豊崎/×）
生天目と豊崎の2人で挑戦するも6つ（ホイッスル、ビート板、コースロープ、時計、蛇口、監視員の台）で時間切れ
ちなみにその他の答えには飛び込み台、滑り台など

## ゲスト
準備運動
- ＃01（5月16日） はっとりみつる
番組紹介の画像には姿はなく生天目1人だけのショットである。

夏!!本番
- ＃01、＃18（7月4日、10月31日） はっとりみつる
第1回のみ番組紹介の画像には写っていなかったが、最終回で初めて画像に写った。